# بیلی هارکر
بیلی هارکر (انگلیسی: Billy Harker؛ زادهٔ ۱۹۱۱) بازیکن فوتبال اهل بریتانیا است.
از باشگاه‌هایی که در آن بازی کرده‌است می‌توان به باشگاه فوتبال پورتسموث، باشگاه فوتبال استوک‌پورت کانتی، باشگاه فوتبال تورکی یونایتد، باشگاه فوتبال نلسون، باشگاه فوتبال روچدیل، و باشگاه فوتبال برنلی اشاره کرد.